# Nepytia semiclusaria
Nepytia semiclusaria là một loài bướm đêm thuộc họ Geometridae. Nó được tìm thấy ở North Carolina tới Florida, then phía tây along the Gulf Coast
Sải cánh dài khoảng 36 mm. Con trưởng thành bay quanh năm.
Ấu trùng ăn các loài Pinus.